# Arato
Arato is een stuwmeer in de Inderta woreda van Tigray in Ethiopië. De aarden dam werd gebouwd in 1997 door SAERT.

## Eigenschappen van de dam
- Hoogte: 20 meter
- Lengte: 443 meter
- Breedte van de overloop: 20 meter

## Capaciteit
- Oorspronkelijke capaciteit: 2 590 000 m³
- Ruimte voor sedimentopslag: 647 698 m³
- Oppervlakte: 40 ha

## Irrigatie
- Gepland irrigatiegebied: 120 ha
- Effectief irrigatiegebied in 2002: 27 ha

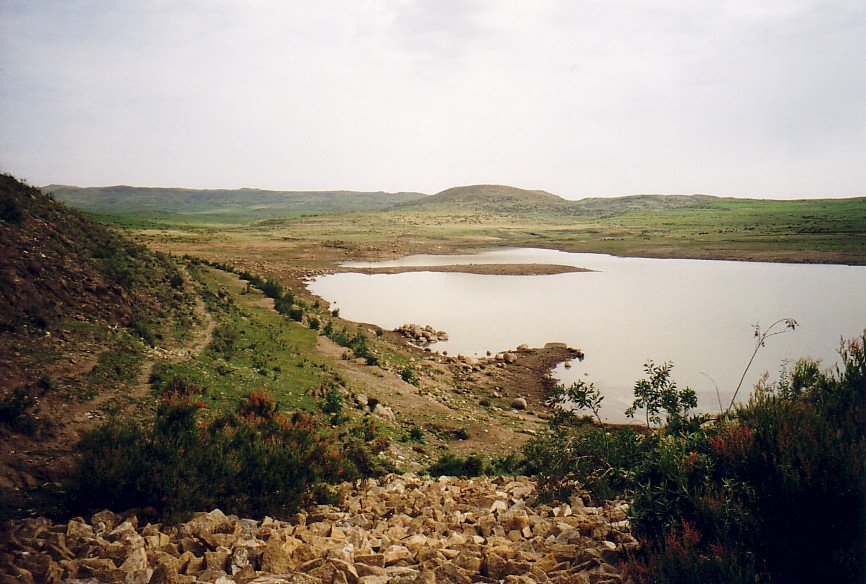

## Omgeving
Het stroomgebied van het reservoir is 12 km² groot, met een omtrek van 16 km en een lengte van 4950 meter. Het reservoir ondergaat snelle sedimentafzetting. De gesteenten in het bekken zijn Kalksteen van Antalo en Doleriet van Mekelle. Een deel van het water gaat verloren door insijpeling; een positief neveneffect hiervan is dat dit bijdraagt tot het grondwaterpeil.